# チェックライター

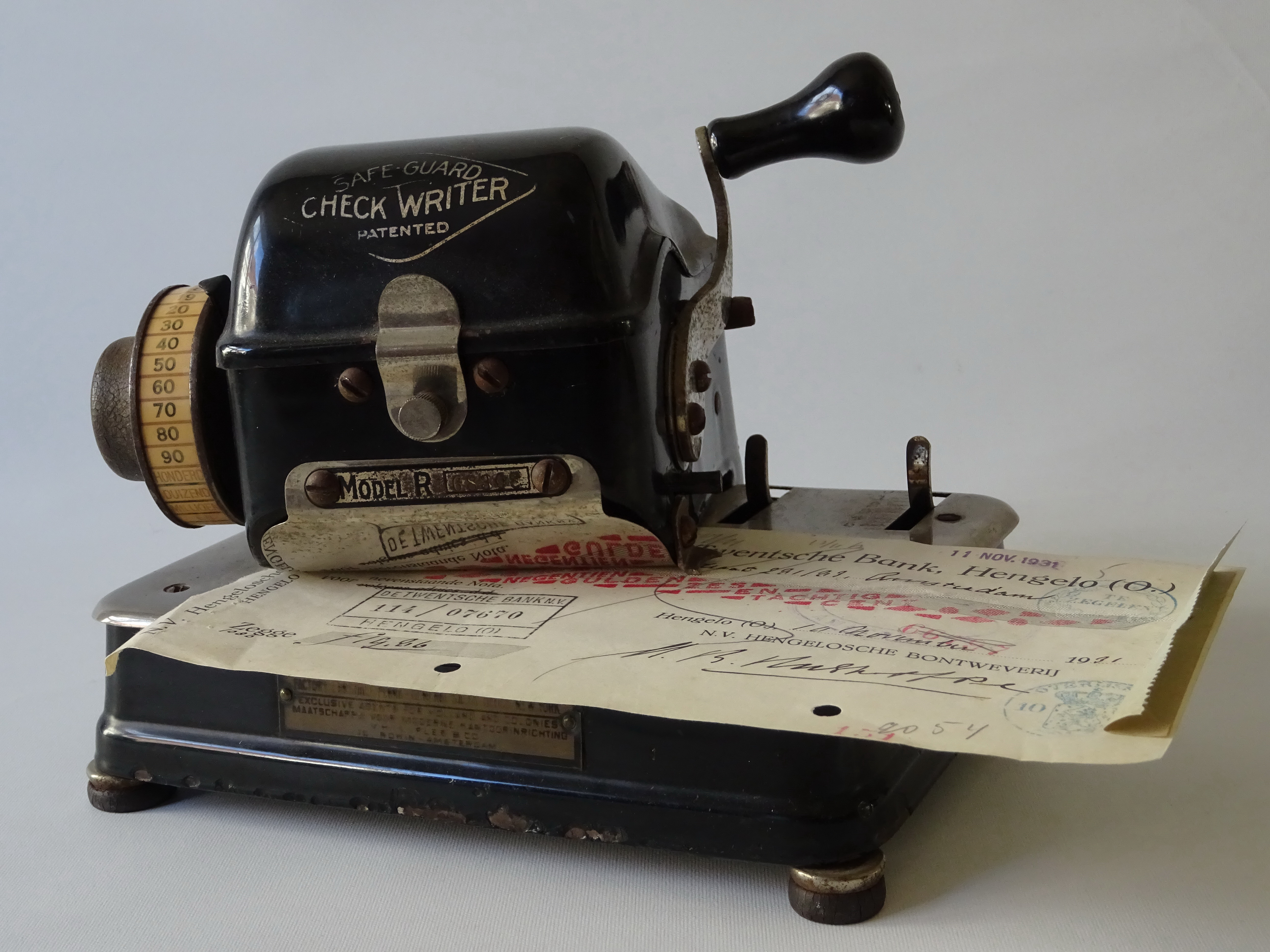
機械式チェックライター

チェックライター（英: check writer）とは、手形、小切手、株券、領収書等の用紙へ印字するための専用の機械。数字のほか「，」「．」「－」「※」など特定の記号が印字できる。券面の改竄防止目的で使用され、その目的のために、通常とは異なる特殊なフォントが用いられ、印字面には凹凸が刻まれる。
手動の機械式（ロータリー式）のものと電子式のものがある。機械式のものは、ダイヤルを回転させて文字を選択し、手動で1文字ずつ印字していくものである。電子式のものは、液晶画面に入力した文字がそのまま印字されるもので、最近では電卓の機能を搭載したものやパソコンに接続して入力されたデータを直接用紙に印字できるようにしたものもある。
印字できる桁数、印字できる通貨単位の種類、用紙に印字できる範囲、印字の速度は製品によって異なる。